# Pedro Pino
Pedro Pino (Istmina, Chocó, Colombia; 30 de junio de 1978) es un exfutbolista colombiano. Jugaba de defensa lateral y su último equipo fue Fortaleza de Colombia.

## Clubes
| Club                   | País     | Año         |
| ---------------------- | -------- | ----------- |
| Dimerco Popayán        | Colombia | 2003        |
| Atlético Huila         | Colombia | 2003 - 2005 |
| Envigado F. C.         | Colombia | 2005 - 2007 |
| Boyacá Chicó           | Colombia | 2008 - 2012 |
| La Equidad             | Colombia | 2012 - 2013 |
| Independiente Medellín | Colombia | 2014        |
| Fortaleza              | Colombia | 2014        |

## Palmarés

### Campeonatos nacionales
| Título          | Club         | País     | Año  |
| --------------- | ------------ | -------- | ---- |
| Torneo Apertura | Boyacá Chicó | Colombia | 2008 |